# 田村顕始
田村 顕始（たむら あきはる、寛文元年（1662年） - 宝永3年7月8日（1706年8月15日））は、江戸時代中期の旗本寄合席。一関藩主家分家の旗本田村家第2代当主。諱は宗國（むねくに）、顕始。幼名は千代熊、通称は右衛門。隠居号は一程。父は田村宗良、母は仙台藩士の山口重如（内記）の娘。兄は田村松之助、田村建顕、田村顕寛、弟に田村顕普、田村宗常。

## 生涯
次兄で一関藩主の建顕が諱を「宗永」と称していた頃から舎弟の一人として武鑑に登場しており、天和3年（1683年）刊行の武鑑に「御三男　田村右衛門殿」の記載がある。
次兄の建顕は元禄4年（1691年）に春千代を亡くして以来男子がなく、顕始ら弟が生存していたものの、元禄9年2月23日（1696年3月24日）に田村顕当の子にあたる田村誠顕を婿養子として迎えたため、一関藩嗣子になることはなかった。その矢先の同年7月4日（1696年8月1日）に三兄で既に分家して旗本寄合席となっていた顕寛が死去したため、同年12月9日（1697年1月1日）に顕始の末期養子として旗本家を相続し、旗本寄合席となる。
元禄10年閏2月28日（1697年）に徳川綱吉へ初御目見を済ませる。のちに宮城郡蒲生を領する仙台藩士着坐和田家に養子に行って「和田定長」と改名していた弟の顕普を呼び戻して養子に迎え、元禄14年7月5日（1701年）に隠居して旗本田村家の家督を譲った。隠居後の顕始は一程と号する。
宝永3年（1706年）に死去。享年45。葬所は麻布の妙像寺であった。法名は日量。